# Swiss Open Gstaad 1998 - Qualificazioni doppio
Le qualificazioni del doppio  dello  Swiss Open Gstaad 1998 sono state un torneo di tennis preliminare per accedere alla fase finale della manifestazione. I vincitori dell'ultimo turno sono entrati di diritto nel tabellone principale. In caso di ritiro di uno o più giocatori aventi diritto a questi sono subentrati i lucky loser, ossia i giocatori che hanno perso nell'ultimo turno ma che avevano una classifica più alta rispetto agli altri partecipanti che avevano comunque perso nel turno finale.
Le qualificazioni del doppio del torneo Swiss Open Gstaad 1998 prevedevano 3 coppie partecipanti di cui una è entrata nel tabellone principale.

## Teste di serie
1. Joan Balcells /  Alberto Berasategui (Qualificati)

1. Giorgio Galimberti /  Massimo Valeri (ultimo turno)

## Qualificati
1. Joan Balcells  /   Alberto Berasategui

## Tabellone

### Legenda
| - Q = Qualificato - WC = Wild card - LL = Lucky loser | - ALT = Alternate - SE = Special Exempt - PR = Protected Ranking | - w/o = Walkover - r = Ritirato - d = Squalificato |

|  | Primo turno | Primo turno                       | Primo turno                       | Primo turno | Primo turno |  |  | Ultimo turno | Ultimo turno                      | Ultimo turno                      | Ultimo turno | Ultimo turno |  |
|  |             |                                   |                                   |             |             |  |  |              |                                   |                                   |              |              |  |
|  |             |                                   |                                   |             |             |  |  |              |                                   |                                   |              |              |  |
|  |             |                                   |                                   |             |             |  |  | 2            | Giorgio Galimberti Massimo Valeri | Giorgio Galimberti Massimo Valeri | 5            | 4            |  |
|  | 2           | Giorgio Galimberti Massimo Valeri | Giorgio Galimberti Massimo Valeri | 6           | 6           |  |  | 1            | Joan Balcells Alberto Berasategui | Joan Balcells Alberto Berasategui | 7            | 6            |  |
|  |             | Marco Chiudinelli Jun Kato        | Marco Chiudinelli Jun Kato        | 2           | 2           |  |  |              |                                   |                                   |              |              |  |